# بطولة العالم لكرة الطائرة للرجال 1956
أقيمت بطولة العالم لكرة الطائرة للرجال 1956 في دورتها الثالثة في باريس في فرنسا في الفترة من 30 أغسطس وإلى 12 سبتمبر 1956.

## الترتيب النهائي
| 1. تشيكوسلوفاكيا 2. رومانيا 3. الاتحاد السوفيتي 4. بولندا 5. بلغاريا 6. الولايات المتحدة 7. فرنسا 8. المجر 9. جمهورية الصين 10. يوغوسلافيا 11. البرازيل 12. ألمانيا الشرقية 13. هولندا 14. إيطاليا 15. البرتغال 16. إسرائيل 17. بلجيكا 18. كوريا الجنوبية 19. كوبا 20. النمسا | \| بطولة العالم لكرة الطائرة للرجال 1956 \| \| ------------------------------------- \| \| · تشيكوسلوفاكيا · للمرة الأولى \| |
| بطولة العالم لكرة الطائرة للرجال 1956 | |
| · تشيكوسلوفاكيا · للمرة الأولى | |